# Dwór w Ciepielowicach
Dwór w Ciepielowicach – zabytkowy dwór (budynek) w miejscowości Ciepielowice.
Dwór wybudowany w 1800, przebudowany w XX w. jest częścią zespołu dworskiego, w skład którego wchodzą jeszcze:
- spichrz[2]
- park z drugiej połowy XIX w.[3][1]

W półokrągłym ryzalicie nad drzwiami balkonowymi na pierwszym piętrze kartusz z herbami szlacheckimi: Hermanna Franza zu Solms-Baruth (1888-1961) i jego małżonki Anny von Hochberg (1888-1966).

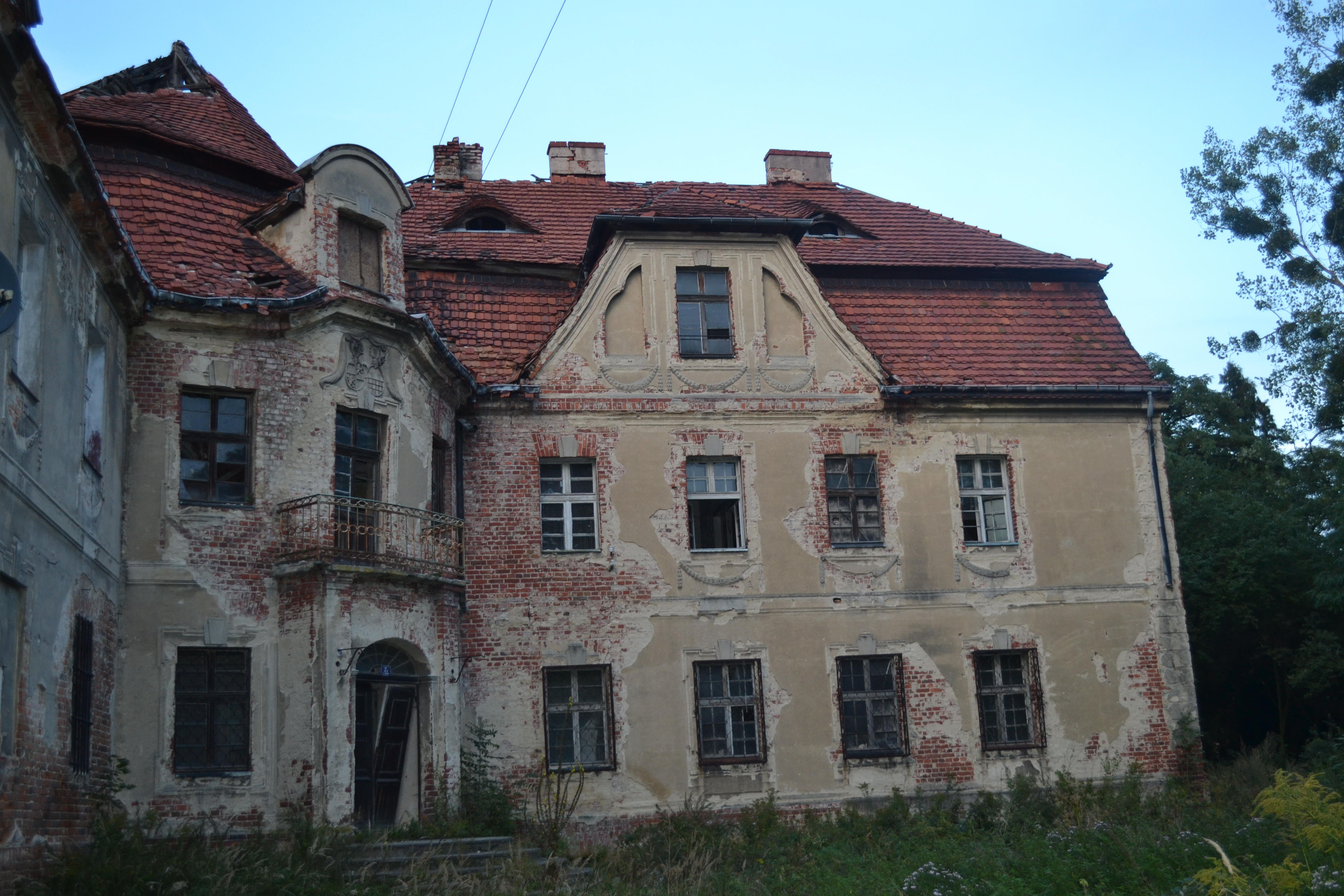
Ryzalit z herbami
Herb zu Solms-Braunfels
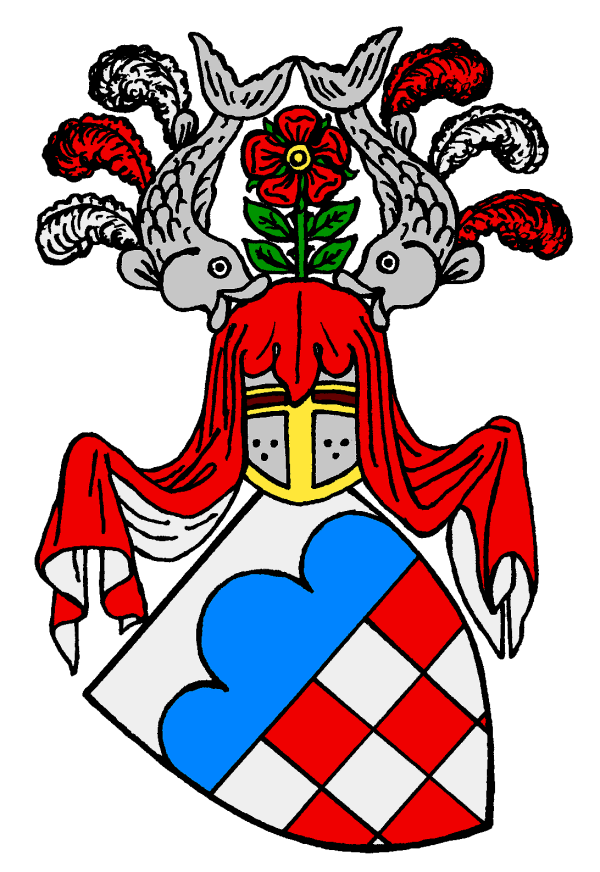
Herb von Hochberg
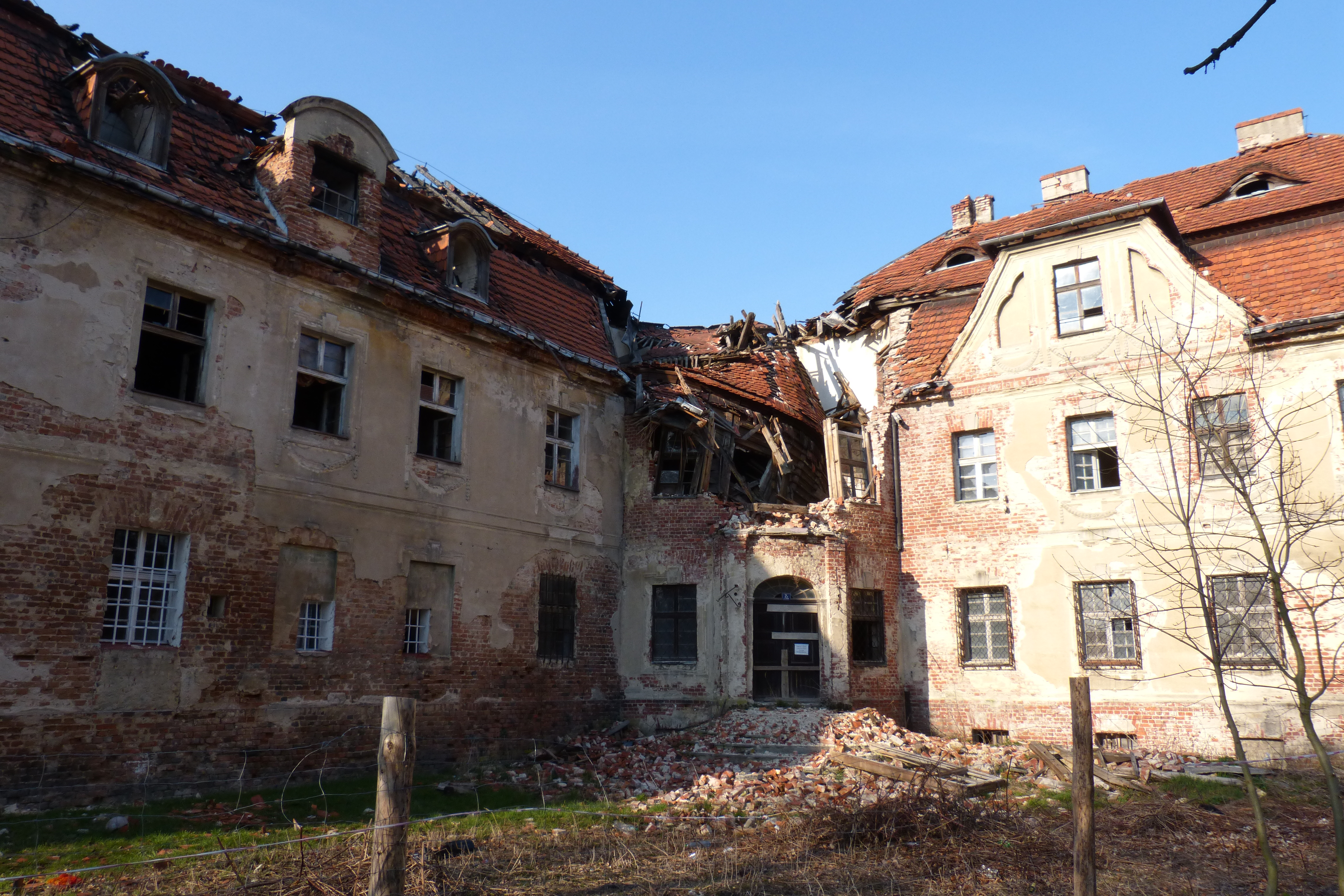
Zniszczony ryzalit (2016)